# Pan Jiamin
Dans ce nom chinois, le nom de famille, Pan, précède le nom personnel Jiamin.
Pour les articles homonymes, voir  Pan.
Pan Jiamin (en chinois : 潘家民), née le 2 mai 1997, est une pongiste handisport chinoise concourant en classe 5. Elle obtient la médaille d'argent lors des Jeux paralympiques d'été de 2020.

## Carrière
Lors des Jeux paralympiques d'été de 2020, Pan Jiamin remporte la médaille d'argent en classe 5 après avoir été battue en finale par sa compatriote Zhang Bian.

## Palmarès

### Jeux paralympiques
- médaille d'argent en individuel classe 5 aux Jeux paralympiques d'été de 2020 à Tokyo

### Jeux para-asiatiques
- médaille de bronze en individuel classe 5 aux Jeux para-asiatiques de 2018 à Jakarta
- médaille de bronze par équipes classe 3-5 aux Jeux para-asiatiques de 2018 à Jakarta